# Ecoaction (Ekodiya)
Ecoaction (Oekraïens: Центр екологічних ініціатив «Екодія», Tsentr ekolohichnykh initsiatyv «Ekodiya») is een non-gouvernementele organisatie in Oekraïne die zich richt op energie, milieu en natuur. De organisatie is in 2017 opgericht als opvolger van het "National Ecological Centre of Ukraine" (het nationale ecologische centrum van Oekraïne).

## Missie, thema's en organisatie
Ecoaction heeft als belangrijkste missie de bescherming van het milieu. Dit doel wil ze bereiken door besluitvormers en andere belanghebbenden te beïnvloeden en door een actieve Oekraïense gemeenschap te ontwikkelen rond het thema milieubescherming. De organisatie streeft naar een energie-efficiënte economie en uiteindelijk een geheel op hernieuwbare energie gebaseerde energiesector. Tevens wil de organisatie proberen te komen tot een veel beter en schoner vervoersysteem en landbouwsysteem. Daarvoor wil de organisatie de bevolking beter informeren over klimaatverandering en groepen ondersteunen die milieubescherming nastreven.
De organisatie kan rekenen op ongeveer 7000 vrijwilligers en een bestuur met Vladlena Martsynkevych als directeur en veel specialisten op het gebied van energie, klimaat en biodiversiteit. in de Raad van Toezicht zitten vertegenwoordigers van Greenpeace, WISE, CEE Bankwatch Network en universiteiten.

## Activiteiten
Ecoaction levert commentaar op beleidsvoornemens, bijvoorbeeld voor de landbouw en doet suggesties voor een beter stedelijk energie- of vervoersbeleid. Ook organiseerde de organisatie voorlichtingscampagnes over energie. Daarnaast waren er bijvoorbeeld fotowedstrijden en festivals.
In 2018 organiseerde Ekodiya samen met de met de Tsjechische niet-gouvernementele organisatie Arnika seminars over luchtvervuiling in industriesteden in Oekraïne.
In 2019 verscheen Transformation Experiences of Coal Regions. Recommendations for Ukraine and other European countries (Ervaringen met de transformatie van steenkoolregio's. Aanbevelingen voor Oekraïne en andere Europese landen), een rapport, waaraan Ecoaction meewerkte, en dat werd gepubliceerd in samenwerking met Germanwatch. Behalve de situatie in Duitsland, Tsjechië en Roemenië, werd vooral de transitie van de kolensector in Oekraïne onder de loupe genomen. Daarbij diende het project "New Energy – New Opportunities for Sustainable Development of Donbas" (Nieuwe energie - nieuwe kansen voor duurzame ontwikkeling van Donbas) als voorbeeld. Hoe kan een regio, die economisch sterk leunt op kolen, op een sociaal verantwoorde wijze een duurzame toekomst krijgen?
In 2021 initieerde Ecoaction het project "Op zoek naar schoon water", waarin het gebruik van water en onderzoek naar de verontreiniging ervan in landelijke gebieden centraal staat.
In maart 2022 was Ecoaction een van de organisaties die in een open brief opriep tot het stopzetten van de import van Russisch aardgas en olie. Naast het bereiken van de gewenste klimaatdoelstellingen wilde men Rusland tevens zijn inkomsten ontnemen, om zo een einde te maken aan de oorlog tussen Rusland en Oekraïne. De organisatie bepleit om Rusland te laten betalen voor de "ecocide" die het pleegt. Op 28 maart had Ecoaction al 110 milieu-misdrijven gedocumenteerd.

## Externe netwerken
Ecoaction neemt of nam deel aan diverse nationale en internationale netwerken. De vier nationale netwerken waarin Ecoaction  aangeeft deel te nemen zijn  het Oekraïens klimaatnetwerk (Ми впливаємо на кліматичну політику), het Oekraïens netwerk voor plattelandsontwikkeling (УКРАЇНСЬКА МЕРЕЖА СІЛЬСЬКОГО РОЗВИТКУ), de Oekraïense stedelijke beweging (Українського урбаністичного руху) en de coalitie voor maatschappelijke hervorming (Коаліція Реанімаційний Пакет Реформ).
Op Europees niveau wordt onder andere samengewerkt met Arnika (Tsjechië), Friends of the Earth Europe, Friends of the Earth Germany, Friends of the Earth Norway, DRA (een NGO die in 1992 als Deutsch-Russischer Austausch begon en zich met Oost- en Midden-Europese partners inzet voor projecten op het gebied van vorming, media, democratie, burgerbetrokkenheid, geschiedenis, natuur en mensenrechten), Germanwatch, de Zweedse vereniging voor natuurbescherming en de Heinrich-Böll-Stiftung. Er wordt deelgenomen aan diverse internationale netwerken waaronder Climate Action Network en Climate Action Network Eastern Europe, (CAN EECCA) en CEE Bankwatch Network.